# La Reforma
La Reforma là một đô thị thuộc bang Oaxaca, México. Năm 2005, dân số của đô thị này là 3096 người.